# روسینگا

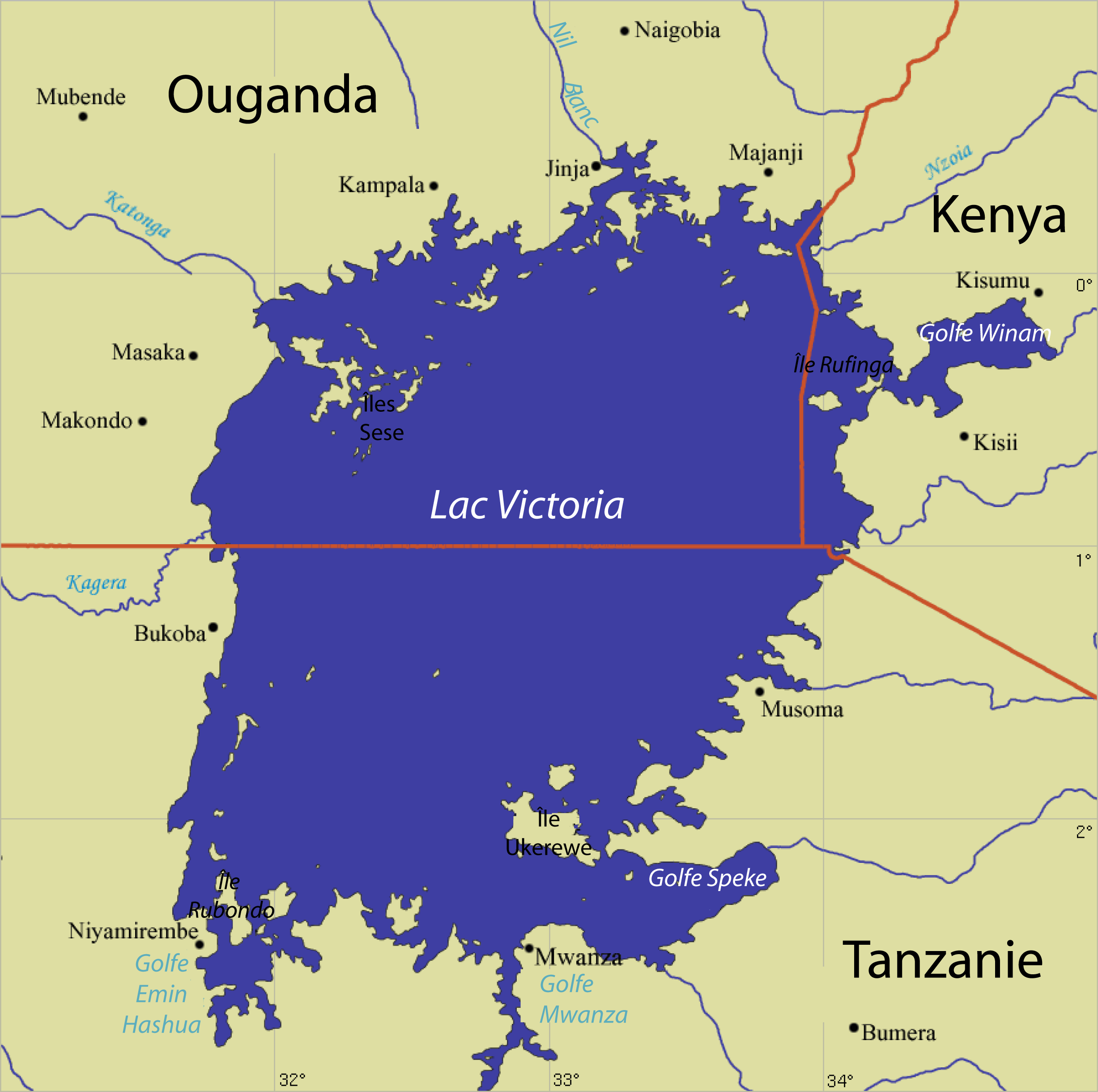
جزیره روسینگا در گوشه شمال شرقی نقشه در بخش کوچک ویکتوریا اختصاص داده شده به کنیا مشخص شده‌است.

جزیره روسینگا، با شکل کشیده تقریباً ۱۰ مایل (۱۶ کیلومتر) از انتها به انتها و ۳ مایل (۵ کیلومتر) در عریض‌ترین نقطه خود، در قسمت شرقی دریاچه ویکتوریا در دهانه خلیج وینام قرار دارد. این جزیره بخشی از کنیا است که به وسیله گذرگاهی به مبیتا پوینت در سرزمین اصلی متصل می‌شود.

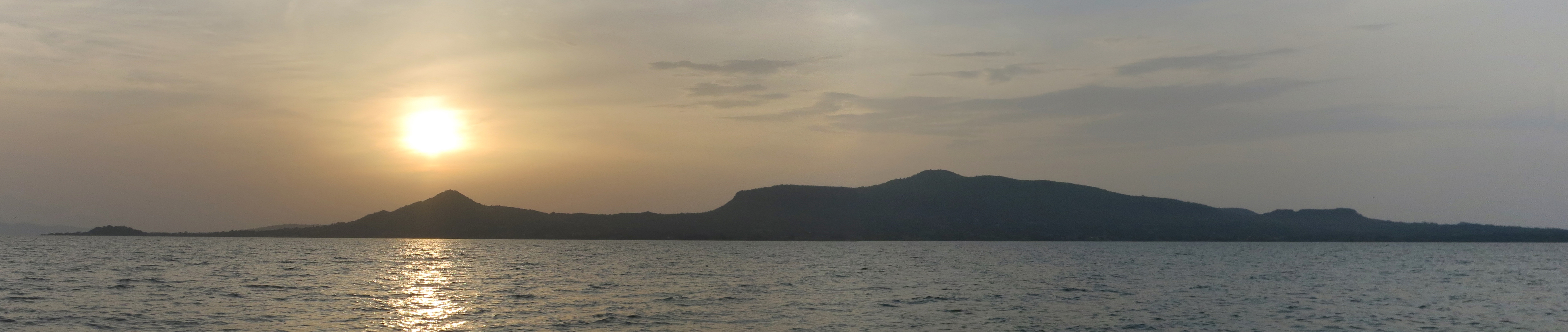
نمای پانوراما جزیره روسینگا از جنوب شرقی